# Dolphin (emulador)
Dolphin Emulator es un emulador para Nintendo GameCube y Wii que funciona en sistemas operativos Windows y GNU/Linux, solamente en sus versiones de 64 bits. Además, tiene una versión compilada en macOS que es compatible con ese sistema. Incluso tiene una versión para dispositivos móviles con el sistema operativo Android, que es capaz de hacer funcionar a velocidad considerable algunos juegos de Nintendo GameCube y Wii en dispositivos modernos.
Dolphin es el primer emulador de Wii y GameCube que ejecuta juegos comerciales. Es compatible con varios juegos y logra emular algunos casi completamente, aunque esto lo hace considerablemente lento en PCs antiguos.
Su nombre está basado en el primer nombre clave que tuvo la Nintendo GameCube: Project Dolphin.
Aunque el emulador no fue creado con el objetivo de correr juegos comerciales, las versiones recientes son compatibles con varios juegos y emulan la mayor parte de las funciones de la consola como compatibilidad con gamepads, joysticks, WiiMotes y Wii MotionPlus. Cuenta además con la opción de ejecutar los juegos en formato HD de 720p y 1080p, a diferencia de las consolas originales. El equipo promete seguir trabajando en el emulador.
Al año 2021 se lanzan versiones de desarrollo cada vez que se hace un cambio al código del emulador, estas versiones están disponibles para sistemas Windows de 64 bits, macOS y Android.

## Requerimientos
A la fecha enero de 2021, el equipo de desarrollo recomienda únicamente el uso de procesadores de Intel debido a que tienen un valor mayor de IPC (instrucciones por ciclo de reloj) que los de AMD. Se recomiendan tarjetas gráficas con DirectX 11.1 y OpenGL 4.4 debido a que simplifica el dibujado de la imagen.